# Acanthogonatus peniasco
Acanthogonatus peniasco is een spinnensoort in de taxonomische indeling van de bruine klapdeurspinnen (Nemesiidae).
Acanthogonatus peniasco werd in 1995 beschreven door Goloboff.